# Medal Zasługi dla Krwiodawstwa (Luksemburg)
Medal Zasługi dla Krwiodawstwa (fr. Médaille du Mérite pour le don du sang) – ustanowione w 1979, odznaczenie państwowe Wielkiego Księstwa Luksemburga.

## Historia
Trójstopniowy medal został ustanowiony przez wielkiego księcia Jana dekretem z 22 października 1979, na wniosek ministra zdrowia Luksemburga. Medal jest nadawany wyłącznie honorowym dawcom krwi, przez wielkiego księcia Luksemburga, na wniosek ministra zdrowia, zaopiniowany przez radę odznaczenia. Rada ta pierwotnie składała się z 5 osób. Zostało to zmienione dekretem z 4 lutego 1985 i obecnie radę tworzy 7 członków, z których minimum 6 jest wymaganych do wydania opinii. Członkowie rady są mianowani na 4 letnią kadencję i mogą być mianowani na kolejną. Obecna rada została mianowana 17 lutego 2016. Medalem mogą zostać odznaczeni również cudzoziemcy, jeśli oddali krew uznanej organizacji luksemburskiej.
Medal posiada 3 stopnie:
- Medal pozłacany
- Medal srebrny
- Medal brązowy

Według informacji Luksemburskiego Czerwonego Krzyża medal brązowy przysługuje za dwudziestokrotne oddanie krwi, srebrny za czterdziestokrotne, a pozłacany za osiemdziesięciokrotne, ale takie wymagania nie są zawarte w dekrecie ustanawiającym medal. Od ustanowienia medalu w 1979 do 11 czerwca 2016 (dzień w którym zostały nagrodzone kolejne osoby) zostało nagrodzone:  17.629 osób medalem brązowym, 10.097 osób medalem srebrnym i 3.085 osób medalem pozłacanym. Odznaczenia są wręczane przez wielką księżnę Luksemburga. Każdego roku są odznaczane kolejne osoby. Ok. 400 osób zostało odznaczonych 21 października 2017.

## Insygnia
Oznaką jest emaliowany na czerwono krzyż Czerwonego Krzyża, zwieńczony koroną, z nałożonymi plakietkami w kształcie rombu. Na plakietce znajdującej się na awersie znajduje się herb wielkiej księżnej Luksemburga, który stanowią 3 połączone herby z lwami. W lewej górnej ćwiartce znajduje się lew, herb Nassau, w lewej dolnej znajduje się lew, herb Luksemburga, a w prawej połowie znajduje się lew, herb Belgii. Na plakietce znajdującej się na rewersie jest umieszczony profil wielkiej księżnej Józefiny Szarlotty, zwrócony na lewo, otoczony napisem S.A.R Joséphine Charlotte Grande-Duchesse de Luxembourg (J.K.W. Józefina Szarlotta Wielka Księżna Luksemburga). Plakietki, krawędzie krzyża i korona są, w zależności od stopnia, pozłacane, srebrne lub brązowe. Medal jest noszony na białej wstążce z czerwonym paskiem pośrodku i obustronnymi niebiesko-biało-czerwonymi bordiurami.